# Layton (Nueva Jersey)
Layton es un lugar designado por el censo ubicado en el condado de Sussex en el estado estadounidense de Nueva Jersey. En el Censo de 2020 tenía una población de 692 habitantes y una densidad poblacional de 38,21  habitantes por km². Fue incluido como CDP en el censo de 2020.

## Geografía
Layton se encuentra ubicado en las coordenadas 41°12′58″N 74°49′23″O / 41.21611, -74.82306. Según la Oficina del Censo de los Estados Unidos,  tiene una superficie total de 18,11 km², de la cual 18,07 km² corresponden a tierra firme y 0,04 km² a agua.